# Кедюлич Панас
Кедюлич Панас Михайлович (1917 ?, м. Перечин, — 16 березня 1939, м. Хуст) — активний громадський і політичний діяч, працівник міністерства внутрішніх справ Карпатської України.

## Життєпис
Народився у багатодітній сім'ї в місті Перечин (тепер Закарпатська область). Його сестра Марія Кедюлич (Химинець) була заступником команданта «Жіночої Січі», а брат Іван був командиром тактичних відтинків УПА ТВ-19 «Камінець» та ТВ-25 «Закарпаття».
Був активним у громадському та політичному житті. 7 листопада 1938 разом з братом та патріотично налаштованими студентами змогли евакуювати цінну бібліотеку товариства «Просвіта» з Ужгорода.
Із середини грудня 1938 року працював у міністерстві внутрішніх справ Карпатської України.
Брав участь у боротьбі з угорськими загарбниками в загоні під керівництвом Євгена Врецьони. Після окупації Карпатської України угорською армією переховувався у Хусті. Виданий місцевими угорцями військовим та одразу розстріляний 16 березня 1939 року.

## Вшанування пам'яті
Одна із вулиць міста Перечина носить назву «Братів Кедюличів», на честь Панаса та його брата Івана.
З червня 2024 року одна з вулиць міста Ужгорода носить назву «Братів Кедюличів».